# Ernst Mosch
Ernst Mosch (Zwodau bij Falkenau, Egerland/Bohemen, Tsjecho-Slowakije, 7 november 1925 - Germaringen, Duitsland, 15 mei 1999) was een Sudeten-Duitse muzikant, componist, arrangeur, dirigent en muziekuitgever. Voor bepaalde werken gebruikte hij het pseudoniem Wenzel Zittner.
Mosch kreeg eerste muzieklessen aan de stedelijke muziekschool Ölsnitz. Later werd hij als trombonist militaire muzikant. Na de Tweede Wereldoorlog speelde hij van 1945 tot 1951 in bars en clubs van het Amerikaanse leger in het zuiden van Duitsland. Van 1951 tot 1966 was hij trombonist in het dansorkest van de Zuid-Duitse omroep (Süddeutscher Rundfunk - SDR) in Stuttgart onder leiding van Erwin Lehn. Hij was behalve dat ook de stichter en dirigent van zijn eigen Ernst Mosch & seine Original Egerländer Musikanten. Hij wordt ook weleens de König der Blasmusik genoemd. Toen hij in 1999 overleed, nam Ernst Hutter zijn stokje over. Van oorsprong bespeelde Mosch trombone. Mosch hield ook erg veel van duiven en van vissen.
Als componist heeft Ernst Mosch ook een aantal stukken geschreven.

## Composities
- 1956 Pfeffernuesse, polka voor 3 trombones solo en blaaskapel
- 1956 Rauschende Birken
- 1960 Mondschein an der Eger, wals
- 1961 Löffel-Polka
- 1964 Wir sind Kinder von der Eger, polka
- 1965 Bis bald auf Wiederseh'n, polka
- 1968 Dompfaff, polka
- Böhmischer Wind, wals
- Der Falkenauer, mars
- Der Strohwitwer, polka
- Die Musik, die geht uns ins Blut, polka
- Du, nur Du, polka
- Ein Lied aus der Heimat, wals
- Egerländer Jubiläumsmarsch
- Egerländer Musikantenmarsch
- Feinschmecker-Polka
- Gucku-rucku-ku
- Irgendwann, polka
- Saazer Hopfen, polka
- Schnaderhüpferl, polka
- Sterne der Heimat, polka